# 卡比奇夫卡
49°27′9″N 39°44′9″E / 49.45250°N 39.73583°E
卡比奇夫卡（烏克蘭語：Кабичівка）是位於烏克蘭東部的村莊，由盧甘斯克州舊比利斯克區的馬爾基夫卡市鎮負責管轄。該村處於利茲納河畔，始建於1702年，面積3.06平方公里，海拔高度106米，2001年人口997。